# Simpsons Roasting on an Open Fire
"Simpsons Roasting on an Open Fire", även känd som "The Simpsons Christmas Special", var det första fullängdsavsnittet av The Simpsons som sändes i amerikansk TV, trots att det egentligen var tänkt att bli det åttonde. Det sändes för första gången den 17 december 1989. Mimi Pond skrev manuset och David Silverman regisserade. Titeln anspelar på "The Christmas Song", som även är känd som "Chestnuts Roasting on an Open Fire". Avsnittet handlar om familjen Simpsons förberedelser inför julen, men för pappan Homer blir det en tid av stort uppoffrande när hans julbonus dras in. Berättelsen resulterade senare i boken Simpsons jul som utkom på svenska under 1991, och på engelska under titeln The Simpsons Xmas Book under 1990.

## Handling
Homer, Marge och Maggie går för att se julshowen på Barts och Lisas skola. Senare, när de kommit hem, frågar Marge barnen vad de önskar sig i julklapp. Bart önskar sig en tatuering, vilket inte låter vidare populärt för Marge. Nästa dag, när Marge, Bart och Lisa åker till köpcentret för att julhandla, smiter Bart iväg till en tatuerare, och lyckas få intatuerat "Mother" på armen. När Marge upptäcker det går hon raka vägen till en laserklinik, och får där punga ut med familjens hela julbesparingar för att få bort den. Samtidigt, på kärnkraftverket där Homer arbetar, får han veta att han inte kommer att få någon julbonus.  
När Homer kommer hem och får veta att julpengarna förlorats, beslutar han att inte säga något till familjen för att behålla julglädjen. Han tar hand om julhandlandet själv och åker till en "dollar store" (affär med låga priser), där han köper billiga julklappar. Senare på Moes bar träffar han Barney, som jobbar som tomte på ett varuhus. Homer ser det som en sista utväg att få ihop pengar och söker också jobb som tomte. Bart avslöjar honom senare, efter att ha slagit vad med Milhouse om att han vågar rycka skägget av tomten. Bart lovar dock att inte säga något till resten av familjen.
När Homer ser att hans lön bara blir 13 dollar åker han och Bart med Barney till en hundkapplöpningsbana, där han snabbt lyckas förlora alla pengarna, efter att ha satsat allt på Santa's Little Helper, (tomtenisse) vars namn han sett som ett tecken. Santa's Little Helper blir efter förlusten ivägjagad av sin ägare, och springer istället till Homer, som efter tvekan beslutar sig för att behålla honom. När de kommer hem tänker Homer berätta allt, men de tror att han köpte hunden som en julklapp, och familjen får till slut en god jul. Sedan sjunger de en julsång som Bart förstör några gånger och Homer stryper honom.

## Produktionen
Fox var oroliga angående programmet eftersom de var osäkra på om de kunde behålla tittarnas intresse under avsnittets sändningstid. De föreslog att de skulle göra tre 7-minutersdelar per avsnitt och fyra specialer fram till dess att publiken accepterat programmet. I slutändan chansade de och frågade Fox om tillåtelse att få göra 13 fullängdsavsnitt. Från början var det planerat att programmets premiär skulle äga rum under hösten 1989, men på grund av problem med animationen till avsnittet "Some Enchanted Evening" sändes det första avsnittet istället först den 17 december 1989 med detta avsnitt. "Some Enchanted Evening", som var tänkt att fungera som en sorts introduktion av huvudfigurerna, fick istället avsluta den första säsongen.
Detta avsnitt, som officiellt blev det första fullängdsavsnittet av The Simpsons, sändes utan det numera kända öppningssekvensen. Detta kom först med i det andra avsnittet, då Groening kom på idén med ett långt intro för att kunna dra ner lite på animeringsjobbet i själva avsnittet.
På julshowen på Barts och Lisas skola gör några elever en uppvisning av hur man firar jul i andra länder. Detta hade Groening själv gjort när han gick i andra klass, då han hade visat hur man firade jul i Ryssland. Groening använde sig även av det i hans serie "Life in Hell", då han ritade sig själv som en ung man som får veta att det är synd att hans farmor är från Ryssland (dåvarande Sovjet), eftersom det är förbjudet att fira jul där. Matt Groening har även sagt att detta avsnitt har felaktigt fått äran för att ha skapat den "alternativa versionen" av "Jingle Bells".
(Jingle bells,
Batman smells,
Robin laid an egg;
The Batmobile lost its wheel,
And the Joker got away!)
David Silverman regisserade avsnittet, men storyboarden och Ned Flanders utseende gjordes av Rich More. Många av scenerna lades fram av Eric Stefani (bror till Gwen Stefani och medlem i No Doubt). I detta avsnitt har Barney Gumble samma gula färg på håret som på huden, detta ändrades senare eftersom man ville att endast familjen Simpson skulle ha sådan hårfärg.

## Debuter
Karaktärer som gör sina första framträdanden i "Simpsons Roasting on an Open Fire" är:
- Seymour Skinner
- Milhouse Van Houten
- Moe Szyslak
- Mr. Burns
- Barney Gumble
- Patty Bouvier
- Selma Bouvier
- Ned Flanders
- Todd Flanders
- Santa's Little Helper
- Snowball II
- Dewey Largo
- Lewis[1]
- Snowball I nämns för första gången.
- Waylon Smithers hörs från högtalarna på kärnkraftverket fast han syns inte i bild.[1]

## Prisnomineringar
"Simpsons Roasting on an Open Fire" nominerades 1990 till två Emmy Awards, dels för Outstanding Animated Program och dels för "Outstanding Editing for a Miniseries or Special". Eftersom avsnittet ansågs vara ett separat specialavsnitt, blev The Simpsons nominerat två gånger i Animated Programkategorin; detta avsnitt förlorade mot ett annat avsnitt, "Life on the Fast Lane".